# Liste des banques sénégalaises
Le paysage bancaire sénégalais est composé de banques à capitaux sénégalais et de banques filiales de banques étrangères.

## Les trois banques majeures au Sénégal
|  | Nom                           | Groupe            | PNB¹     | Résultat net¹ | Nombre d'agences |
|  | ----------------------------- | ----------------- | -------- | ------------- | ---------------- |
|  | CBAO Groupe Attijariwafa bank | Attijariwafa bank | 45 303 · | 11 045 ·      | 136              |
|  | Société Générale Sénégal      | Société générale  | 40 640 · | 15 351 ·      | 49               |
|  | BICIS                         | BNP Paribas       | 27 802 · | 4 017 ·       | 55               |

¹ Chiffres à fin 2009 en millions de francs CFA

## Autres banques
- Banque Nationale pour le Développement Economique (BNDE)
  - banque généraliste orientée PME
  - Cité Keur Gorgui, Immeuble Elysée I, 1er étage Dakar - BP 6481 – Dakar
  - (+221) 33 869 64 00
  - www.bnde.sn
- Banque Africaine de Développement (BAD)
  - Secteur public et grands comptes
  - Immeuble Coumba, Route de Ngor, Zone 12, Les Almadies - BP 50544 - CP 18524 RP, Dakar
  - (+221) 33 820 08 88
  - www.afdb.org
- Bank of Africa Senegal (BOA)
  - banque généraliste
  - BP 1992 Dakar
  - (+221) 33 849 62 40
  - www.boasenegal.com
- Orabank
  - banque généraliste
  - 40, Avenue Jean Jaurès, Dakar
  - (+221) 33 889 80 00
  - www.orabank.net
- Diamond Bank
  - banque généraliste
  - No. 41, Rue Carnot BP 32 101, Dakar Ponty, Dakar 21100
  - (+221) 33 829 69 00
  - www.diamondbank.com
- Banque Régionale de Marchés (BRM)
  - banque d’affaires et de marchés
  - Immeuble Focus, Avenue Birago DIOP (Point E) - BP 32040 Dakar ponty
  - (+221) 33 889 6080
  - www.brmbank.com
- Banque de Dakar (BDK )
  - Banque privée, de marché et de financement
  - 7 Av. Léopold Sédar Senghor, Dakar - B.P. 32283 Dakar Ponty
  - (+221) 33 849 86 00
  - www.bdk.sn
- Citibank Sénégal
  - banque généraliste
  - 2 Place de L'Independence - Dakar 3391 - Senegal
  - (+221) 33 849 11 11
  - www.citigroup.com
- Banque Atlantique-Sénégal (BA-SA)
  - banque généraliste
  - 40, boulevard de la République - BP 50 780 Dakar RP
  - (+221) 33 849 92 92
  - www.banqueatlantique.net
- Compagnie Bancaire de l'Afrique Occidentale (CBAO)
  - banque généraliste
  - 1, Place de l'Indépendance BP 129 - Dakar
  - (+221) 33 839 96 96
  - www.cbao.sn
- Banque Internationale pour le Commerce et l'Industrie au Sénégal (BICIS)
  - banque généraliste
  - 2, avenue du Président Léopold Sédar Senghor BP 392, Dakar
  - (+221) 33 839 03 90
  - www.bicis.sn
- Banque de l'Habitat du Sénégal (BHS)
  - Construction et Travaux Publics
  - Boulevard Général De Gaulle / B.P 229 Dakar Sénégal,
  - (+221) 33 839 33 49,
  - www.bhs.sn
- Banque Islamique du Sénégal (BIS)
  - banque généraliste
  - BP 3381 Dakar
  - (+221) 33 849 62 62
  - www.bis-bank.com
- Banque des Institutions Mutualistes d'Afrique de l'Ouest (BIMAO)
  - Institutions de micro-finance
  - Sacré Cœur 3 Pyrotechnie VDN - BP 15098 CPP 12524 Dakar Fann
  - (+221) 33 859 86 59
  - www.bimao.sn
- Alios Finance
  - Financement et crédit
  - Boulevard El Hadji Djily Mbaye, Dakar
  - (+221) 33 889 18 80
  - www.alios-finance.com
- Bank Ouest Africaine de Développement (BOAD)
  - Domaine public et interbancaire
  - s/c BCEAO BP 4197 Dakar / BP 3159 Dakar
  - (+221) 33 82 63 47
  - www.boad.org
- United Bank of Africa Senegal (UBA)
  - banque généraliste
  - Route des Almadies, Dakar
  - (+221) 33 859 51 00
  - www.ubagroup.com
- Crédit Mutuel du Sénégal (CMS)
  - banque généraliste
  - Point E, rue de Fatick
  - (+221) 33 869 48 88
  - www.cms.sn
- Banque Sahelo-Saharienne pour l'Investissement et le Commerce (BSIC)
  - banque généraliste
  - BP 4106 Dakar
  - (+221) 33 889 58 58
  - www.bsicbank.com
- La Banque Agricole (LBA)
  - PME agro / industrielles
  - Place de l’Indépendance, ancien immeuble d’Air Afrique, BP 3890 Daka
  - (+221) 33 839 36 36
  - www.cncas.sn
- BGFI Bank (BGFI)
  - banque généraliste et d'investissement
  - Rue Felix Faure, Dakar
  - (+221) 33 869 44 45
  - www.groupebgfibank.com
- Ecobank Senegal
  - banque généraliste
  - Avenue du Pr. L. Sedar Senghor
  - (+221) 33 849 20 00
  - www.ecobank.com
- Compagnie Ouest-Africaine de Crédit-Bail (Locafrique)
  - Leasing, vente à crédit
  - Route de Ngor X Route des Almadies, BP 292
  - (+221) 33 859 27 60
  - www.locafrique-sf.com
- Credit International Sénégal (CI-SA)
  - banque généraliste
  - Immeuble Le Goeland, Bd Djily Mbaye x Henri Dunan
  - (+221) 33 829 64 64
  - www.cisenegal.com
- Société Générale Sénégal (SGSN)
  - banque généraliste
  - 19, avenue Pdt L. Sédar Senghor
  - (+221) 33 839 55 00
  - www.societegenerale.sn
- First Nigerian Bank Senegal (FNB)
  - banque généraliste
  - 18, Avenue Léopold Sédar Senghor, Dakar - BP : 32 310 Dakar Ponty
  - (+221) 33 842 07 42
  - www.firstbanknigeria.com
- Crédit du Sénégal (CDS)
  - banque généraliste
  - Bd Elhadji Djily MBAYE X Rue HUART - B.P. 56 Dakar
  - (+221) 33 849 00 00
  - www.creditdusenegal.com